# Ladern-sur-Lauquet
Ladern-sur-Lauquet es una pequeña localidad  y comuna francesa, situada en el departamento del Aude en la región de Languedoc-Roussillon.
A sus habitantes se les conoce por el gentilicio Ladernois.

## Geografía
La comuna está situada en la región natural de las Corbières, en el curso del río Lauquet

## Demografía
| 240 | 201 | 191 | 184 | 199 | 228 |
| Para los censos de 1962 a 1999 la población legal corresponde a la población sin duplicidades (Fuente: INSEE [Consultar]) |     |     |     |     |     |

## Lugares de interés
- Abadía de Sainte-Marie de Rieunette